# 대방광불화엄경 주본 권34
대방광불화엄경 주본 권34(大方廣佛華嚴經 周本 卷三十四)은 서울특별시 관악구 호림박물관에 있는 고려시대의 불경이다. 2014년 12월 31일 대한민국의 보물 제1847호로 지정되었다.

## 개요
『大方廣佛華嚴經』周本 卷三十四는 唐의 實叉難陀가 新譯한 周本 80華嚴經 가운데 제34권으로 현재 海印寺 사간판의 모본으로 추정될 뿐 아니라, 高麗大藏經을 간행할 때에 底本으로 사용되었던 壽昌 4(1098)년 판본의 국내 傳來本이다. 국내에서 보기 드문 희귀본으로 본 문 옆에는 角筆의 點吐가 표시되어 있어 角筆硏究에 귀중한 자료로 활용될 수 있으며, 佛經과 佛敎學 및 書誌學의 硏究에는 물론 고려시대 목판인쇄 문화의 연구에도 크게 활용될 수 있을 귀중한 자료이다.

## 같이 보기
- 호림박물관

## 참고 자료
- 대방광불화엄경 주본 권34 - 국가유산청 국가유산포털